# 모리카와 시게토시
모리카와 시게토시(일본어: 森川重俊, 1584년 ~ 1632년 3월 15일)는 에도 시대 전기의 다이묘이다. 시모사 오유미 번 초대 번주를 지냈다. 에도 막부에선 노중을 맡았다.
| 전임 사카이 시게즈미 | 제1대 오유미 번 번주 (모리카와가) 1627년 ~ 1632년 | 후임 모리카와 시게마사 |